# Alphestes
Alphestes – rodzaj ryb okoniokształtnych z rodziny strzępielowatych (Serranidae).

## Klasyfikacja
Gatunki zaliczane do tego rodzaju:
- Alphestes afer – alfesta[3]
- Alphestes immaculatus
- Alphestes multiguttatus